# 圧力損失
圧力損失（あつりょくそんしつ）とは、流体が機械装置などを通過する際の単位時間単位流量あたりのエネルギー損失である。摩擦損失とも呼ばれる。圧力と同じ次元をもつ。損失は装置内の抵抗に打ち勝つためにその分だけエネルギーを消費することによる。粘性のある流れの場合、熱力学第二法則より、圧力損失のない流れはあり得ない。しかし圧力損失が大きいことはエネルギーの利用効率が低いことであるので、できるだけ損失を小さくする工夫が必要である。配管などの内部流れに対しては、出入口の総圧の差で定義される。
圧力損失 = 入口の総圧 - 出口の総圧 = (入口の静圧 - 出口の静圧) + (入口の動圧 - 出口の動圧)
最も単純な内部流れとして、円管を通る流れの圧力損失はダルシー・ワイスバッハの式によって摩擦損失係数という無次元数に置き換えてさまざまなレイノルズ数に対してその値が調べられ、その関係を表す式がいろいろ提案されている。
空気など流体の密度が低い場合、動圧は小さいため無視されることが多い。流体が液体の場合は以下のように水頭にした損失水頭で表されることも多い。
損失水頭 = 圧力損失 / (密度×重力加速度) = 入口の全揚程 - 出口の全揚程
また、外部流れの場合は、装置の抵抗を表すために抗力を用いることが多い。